# Pont de Móra
El Pont de Móra és una infraestructura viària que unix les poblacions de Móra d'Ebre i Móra la Nova (Ribera d'Ebre) inclosa a l'Inventari del Patrimoni Arquitectònic de Catalunya. Situat a llevant del nucli urbà de la població de Móra d'Ebre, damunt del curs del riu Ebre, comunicant l'avinguda de les Comarques Catalanes amb la carretera N-420a, en direcció a Móra la Nova, Tortosa i Reus. Es tracta d'un pont d'arc de tauler intermedi format per cinc arcs de catenària, sostinguts per grans pilars de secció ovalada i construïts aèriament per damunt del ferm on circulen els vehicles. Els dos arcs dels extrems són de mida més petita que la resta. Tota la construcció és bastida en formigó.
L'any 1918 s'inaugurà un pont de ferro, que el va fer construir el diputat Joan Caballé i Goyeneche i que va ser destruït el 3 d'abril de 1938 per l'exèrcit republicà en la seva retirada. L'any 1939, s'encomana a l'enginyer Eduardo Serrano Sunyer un projecte per la construcció d'un nou pont que finalment s'aprovà. El 12 d'agost de 1940 es van iniciar les obres, que finalitzaren el 6 de juliol de 1943. El 7 de setembre de 1943 es va inaugurar.